# Drapeau de l'Allemagne nazie
Le drapeau de l'Allemagne nazie, officiellement le drapeau du Reich allemand, comporte un fond rouge avec une croix gammée noire sur un disque blanc. Ce drapeau a d'abord été utilisé comme bannière du parti nazi (NSDAP) après sa fondation. À la suite de la nomination d'Adolf Hitler au poste de chancelier en 1933, ce drapeau a été adopté comme l'un des deux drapeaux nationaux de la nation, l'autre étant le tribande noir-blanc-rouge de l'Empire allemand.

## Histoire

### Origines
Après avoir rejeté de nombreuses suggestions et couleurs, le processus de choix d'un nouveau drapeau a été décrit par Hitler comme suit :

« Moi-même, entre-temps, après d'innombrables tentatives, j'avais établi une forme définitive ; un drapeau avec un fond rouge, un disque blanc et une croix gammée noire au milieu. Après de longs essais, j'ai également trouvé une proportion définie entre la taille du drapeau et la taille du disque blanc, ainsi que la forme et l'épaisseur de la croix gammée. »

— Adolf Hitler, Mein Kampf
Après qu'Hitler soit nommé chancelier d'Allemagne le 30 janvier 1933, le drapeau tricolore noir-rouge-or est abandonné ; une décision du 12 mars établit deux drapeaux nationaux légaux: le drapeau tricolore impérial noir-blanc-rouge réintroduit et le drapeau du parti nazi,.

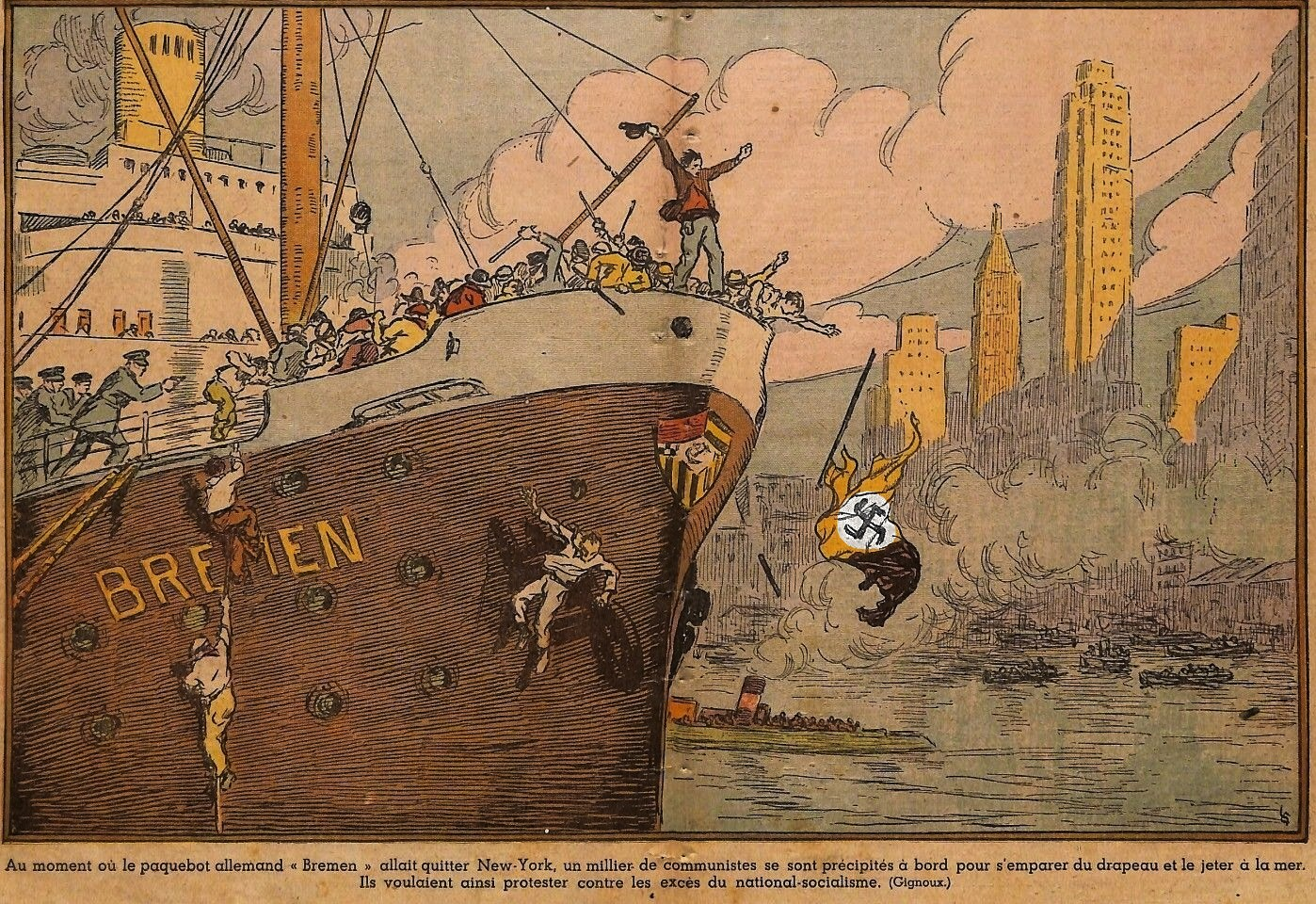
Illustration représentant des manifestants anti-nazis attaquant Bremen amarré dans le port de New York, aux États-Unis, le 26 juillet 1935.

Cet arrangement à double drapeau a pris fin le 15 septembre 1935, un an après la mort du président du Reich Paul von Hindenburg, et le drapeau nazi est devenu le seul drapeau national de l'Allemagne. L'une des raisons du changement peut avoir été « l'incident de Brême » du 26 juillet 1935, au cours duquel un groupe de manifestants à New York est monté à bord du paquebot SS Bremen, a arraché le drapeau du parti nazi de sa hampe et l'a jeté dans la rivière Hudson. Lorsque l'ambassadeur allemand a protesté, les responsables américains ont répondu que ce qui avait été endommagé n'était pas le drapeau national allemand mais seulement un symbole de parti politique. La nouvelle loi sur le drapeau a été annoncée lors du rassemblement annuel du parti à Nuremberg en 1935, où Hermann Göring a affirmé que l'ancien drapeau noir-blanc-rouge, bien qu'honoré, était le symbole d'une époque révolue et sous la menace d'être utilisé par les « réactionnaires ».
Les enseignes nazies avaient une image de part en part, de sorte que les versions "face à gauche" et "face à droite" étaient chacune présentes d'un côté. Cependant, le drapeau nazi sur terre était orienté vers la droite des deux côtés.
Albert Speer, dans son livre Au cœur du Troisième Reich, déclare que : "dans seulement deux autres conceptions, il (Adolf Hitler) a exécuté le même soin que sa maison d'Obersalzberg : celui du drapeau de guerre du Reich et son propre étendard de chef d'état", montrant qu'Hitler était un vexillographe passionné (concepteur de drapeaux).
Une version disque décentrée du drapeau à croix gammée est utilisée comme enseigne civile sur les navires civils immatriculés en Allemagne et est utilisée comme Jack sur les navires de guerre de la Kriegsmarine. Il y a un débat pour savoir si le drapeau du disque décentré était le drapeau national officiel de 1935 à 1945, comme sur le site populaire de vexillogie, Flags of the World. Le drapeau à disque centré était couramment utilisé par les civils et les forces armées allemandes en dehors de la marine.

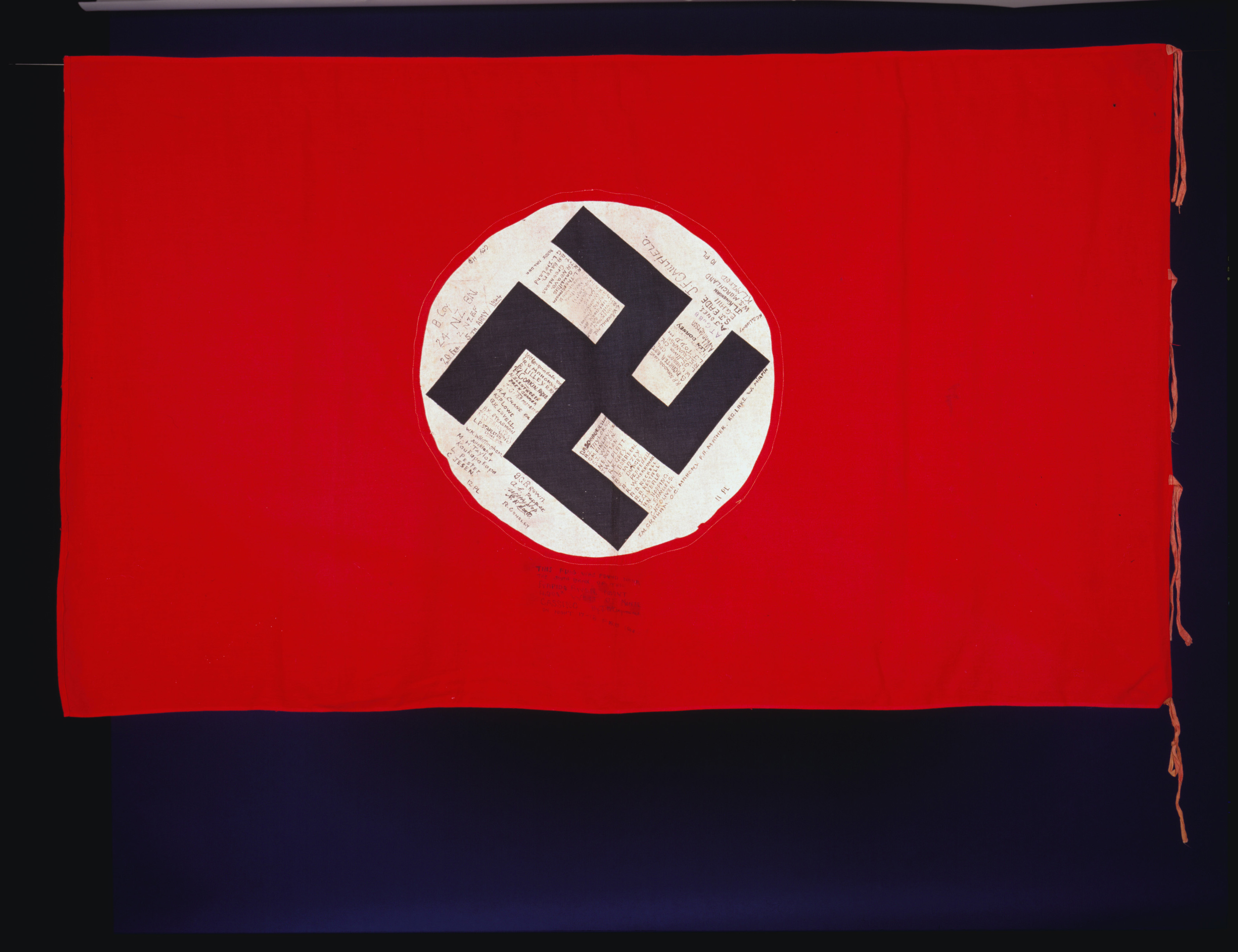
Un drapeau de l'Allemagne nazie trouvé près de la rive sud de la rivière Rapido à environ 4000 pieds (1219 mètres) à l'ouest de Monte Cassino par J. McQuorkindale dans la nuit du 17 au 18 février 1944. Notez que la croix gammée semble être tournée vers la gauche sur cette image.

De 1933 à au moins 1938 dans l'Allemagne nazie, avant que tout drapeau officiel à croix gammée ne soit utilisé, il a dû être mis dans une cérémonie où il a touché le Blutfahne ou le drapeau de sang[réf. nécessaire], le drapeau à croix gammée utilisé par les paramilitaires nazis lors de l'échec du putsch de la brasserie en 1923. Cette longue cérémonie a eu lieu à chaque rallye de Nuremberg. On ne sait pas si cette tradition s'est poursuivie après le dernier rassemblement de Nuremberg en 1938[réf. nécessaire].

### Symbolisme
Le drapeau nazi tire ses couleurs du tricolore impérial, Hitler écrivant qu'il « a toujours été pour le maintien des anciennes couleurs », parce qu'il les considérait comme son « bien le plus sacré » en tant que soldat, et aussi parce qu'elles correspondaient à ses goûts personnels. Hitler ajoute un nouveau symbolisme aux couleurs, déclarant que « [l] e rouge exprimait la pensée sociale sous-jacente au mouvement. Blanche la pensée nationale », et que la croix gammée noire était un emblème de la « race aryenne » et « l'idéal du travail créateur qui est en soi et sera toujours antisémite ».

### Depuis 1945

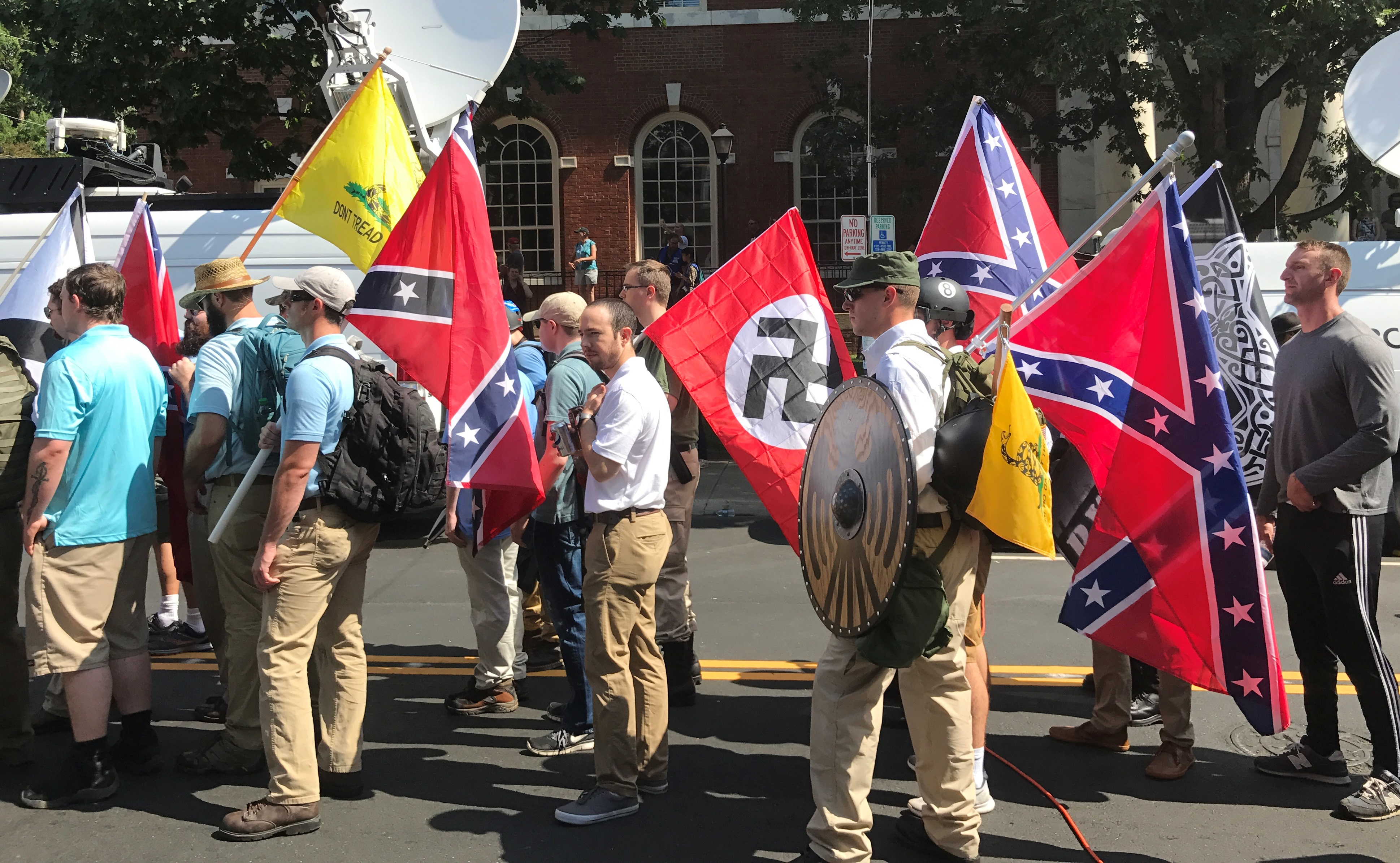
D'éminents militants de la droite alternative ont joué un rôle déterminant dans l'organisation du rassemblement « Unite the Right » à Charlottesville, en Virginie, aux États-Unis, en août 2017. Ici, les participants au rallye portent des drapeaux de bataille confédérés, des drapeaux de Gadsden et un drapeau nazi.

À la fin de la Seconde Guerre mondiale, après la défaite de l'Allemagne nazie, la première loi promulguée par le Conseil de contrôle allié abolit tous les symboles et abroge toutes les lois relatives à ce drapeau du Reich allemand. La possession de drapeaux à croix gammée est interdite dans plusieurs pays depuis lors, leur importation ou leur affichage étant interdit en particulier en Allemagne ou en France.

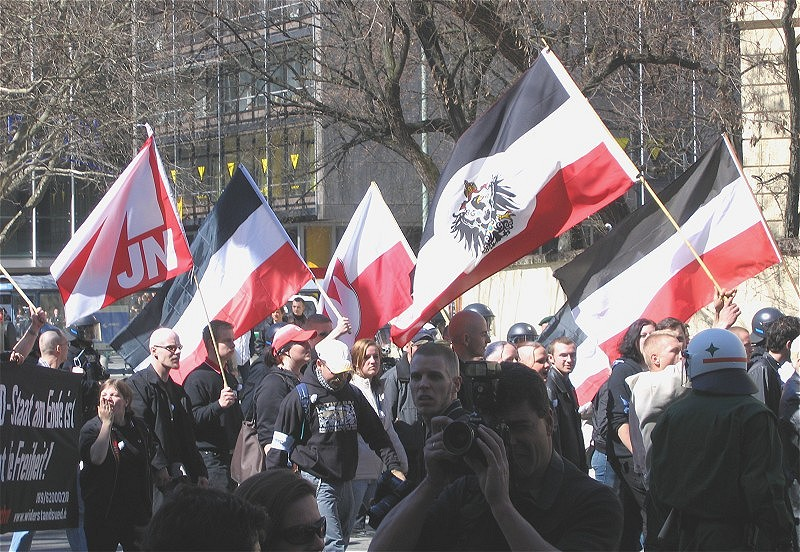
Les participants à une marche néo-nazie à Munich (2005) ont eu recours au Reichsflagge et Reichsdienstflagge de 1933–1935 (de) (interdit par le régime nazi en 1935) en raison de l'article 86a du code pénal allemand.

Aujourd'hui, le drapeau nazi reste couramment utilisé par les partisans et sympathisants néonazis, en dehors de l'Allemagne, tandis qu'à l'intérieur du pays, les néonazis utilisent à la place le drapeau de la patrie de l'Empire allemand, en raison de l'interdiction d'utiliser le drapeau nazi. Cependant, le drapeau impérial n'avait à l'origine aucune signification raciste ou antisémite.

## Norme personnelle

Étendard personnel pour Adolf Hitler (utilisé de 1934 à 1945).

LSSAH : Norme 1940-1945.

Norme du "FBB" (inverse).

L'étendard personnel d'Adolf Hitler est conçu après la mort du Reichspräsident Paul von Hindenburg le 2 août 1934. Adolf Hitler adjoint au titre de "Reichspräsident " celui de "Führer" qui désormais ne pouvait être utilisé que pour le désigner personnellement. Hindenburg a utilisé un étendard personnel composé d'un aigle noir sur un fond carré doré bordé d'une bordure de bandes noires, blanches et rouges. Hitler décide le 19 août 1934 d'adopter un étendard personnel pour lui-même, qui s'appelait « Étendard personnel pour Adolf Hitler en tant que chef et chancelier de la nation allemande ». Comme il était également commandant suprême des forces armées, il est un peu plus tard connu sous le nom d'étendard personnel d'Adolf Hitler en tant que chef et commandant suprême des forces armées" (en allemand : Standarte des Führers und Obersten Befehlshabers der Wehrmacht).
L'étendard est utilisé à toutes fins et consiste en un carré de matériau rouge dans différentes tailles réglementées. Au centre du carré se dresse un disque blanc, contenant une guirlande de feuilles de chêne dorées. Sur le disque blanc se trouve une croix gammée noire verticale. Dans chaque coin du champ rouge se trouve un emblème d'aigle de couleur or : dans le coin supérieur gauche et inférieur droit, un "Aigle du Parti", ou un "Aigle de la Wehrmacht" dans le coin supérieur droit et inférieur gauche. L'étendard entier était bordé sur les quatre côtés d'une bordure de bandes noires et blanches.
Le drapeau est conçu par Hitler personnellement. Il est fabriqué sous deux formes : un drapeau en tissu normal (qui flottait à la Chancellerie du Reich quand il était présent) et un type « solide » qui était utilisé sur sa voiture, lors de rassemblements et d'autres événements politiques. Les deux types sont également utilisés à sa résidence à Obersalzberg.
La formation SS Leibstandarte SS Adolf Hitler ("LSSAH") utilise une variante du Führerstandarte comme couleur de régiment et de bataillon qui a été introduite en septembre 1940 après la victoire allemande sur la France.
Après la prise de Berlin par les Soviétiques, les étendards sont transportés à Moscou. Au Défilé du Jour de la Victoire 1945, les soldats de la division d'élite « Dzerjinsky »  ont jeté les étendards du Führer ainsi que les autres étendards des dirigeants et des organisations du Troisième Reich au pied du mausolée de Lénine dans un geste d'humiliation. Les étendards sont conservés à Moscou hors de la vue du public.
|                               |                              |
| LSSAH : couleur du bataillon. | LSSAH : Guidon d'artillerie. |

Il y avait un étendard du régiment du "LSSAH" qui affichait le "Führerstandarte" à l'avers et au revers, ainsi qu'un étendard pour la "Führer-Begleit-Division ", une unité de l'armée. Ce dernier étendard présentait une grande similitude avec le guidon utilisé par la LSSAH mais se distinguait, entre autres détails, par la couleur différente des franges : la LSSAH utilisait de l'or, tandis que la FBB utilisait de l'argent.

### Traduction
- (en) Cet article est partiellement ou en totalité issu de l’article de Wikipédia en anglais intitulé « Flag of Nazi Germany » (voir la liste des auteurs).